# The Cohen and Kellys in Paris

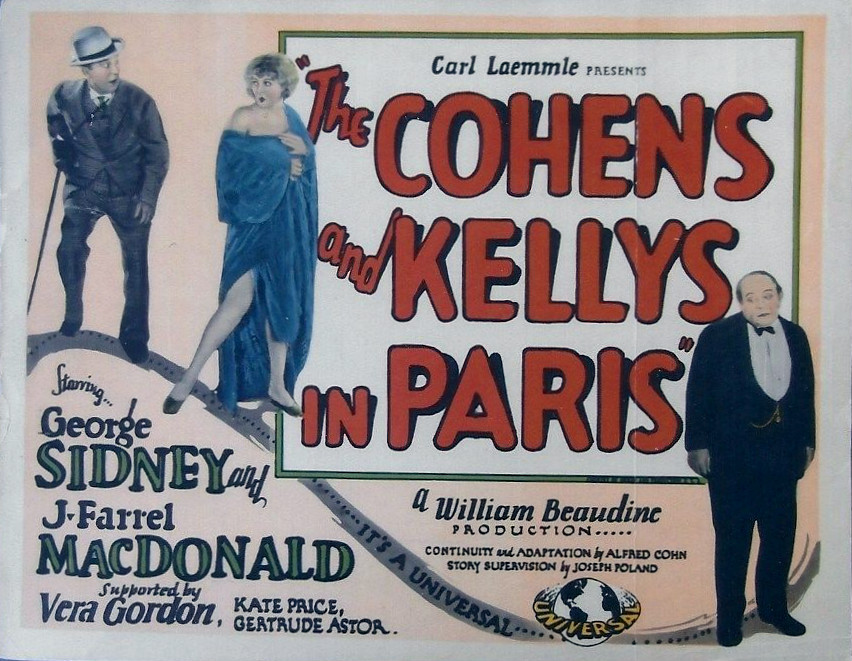
Carte promotionnelle du film.

The Cohen and Kellys in Paris est un film américain réalisé par William Beaudine et sorti en 1928. Il fait partie de la série de films The Cohens and Kellys mettant en scène une famille irlandaise et une famille juive.

## Synopsis
Nathan Cohen, un juif, et Patrick Kelly, un Irlandais, se disputent des partenaires commerciaux. Accompagnés de leurs épouses, ils embarquent sur un paquebot à destination de la France pour empêcher le mariage de leur progéniture, Sadye Cohen et Patrick Kelly. À leur arrivée à Paris, ils retrouvent leurs enfants déjà mariés, et sur le point de divorcer. Paulette, un modèle d'artiste que Pat peint nue, est la pomme de discorde entre les jeunes mariés.

## Fiche technique
- Titre alternatif : The Cohen and the Kellys in Paris
- Réalisation : William Beaudine
- Scénario : Alfred Cohn, Jack Mintz
- Intertitres : Albert DeMond
- Producteur : Edward Small
- Photographie : Charles J. Stumar
- Montage : Frank Atkinson, Robert Carlisle
- Genre : Comédie[1]
- Distributeur : Universal Pictures
- Durée : 8 bobines[2]
- Date de sortie : 
  - États-Unis : 15 janvier 1928

## Distribution
- George Sidney : Sidney Cohen

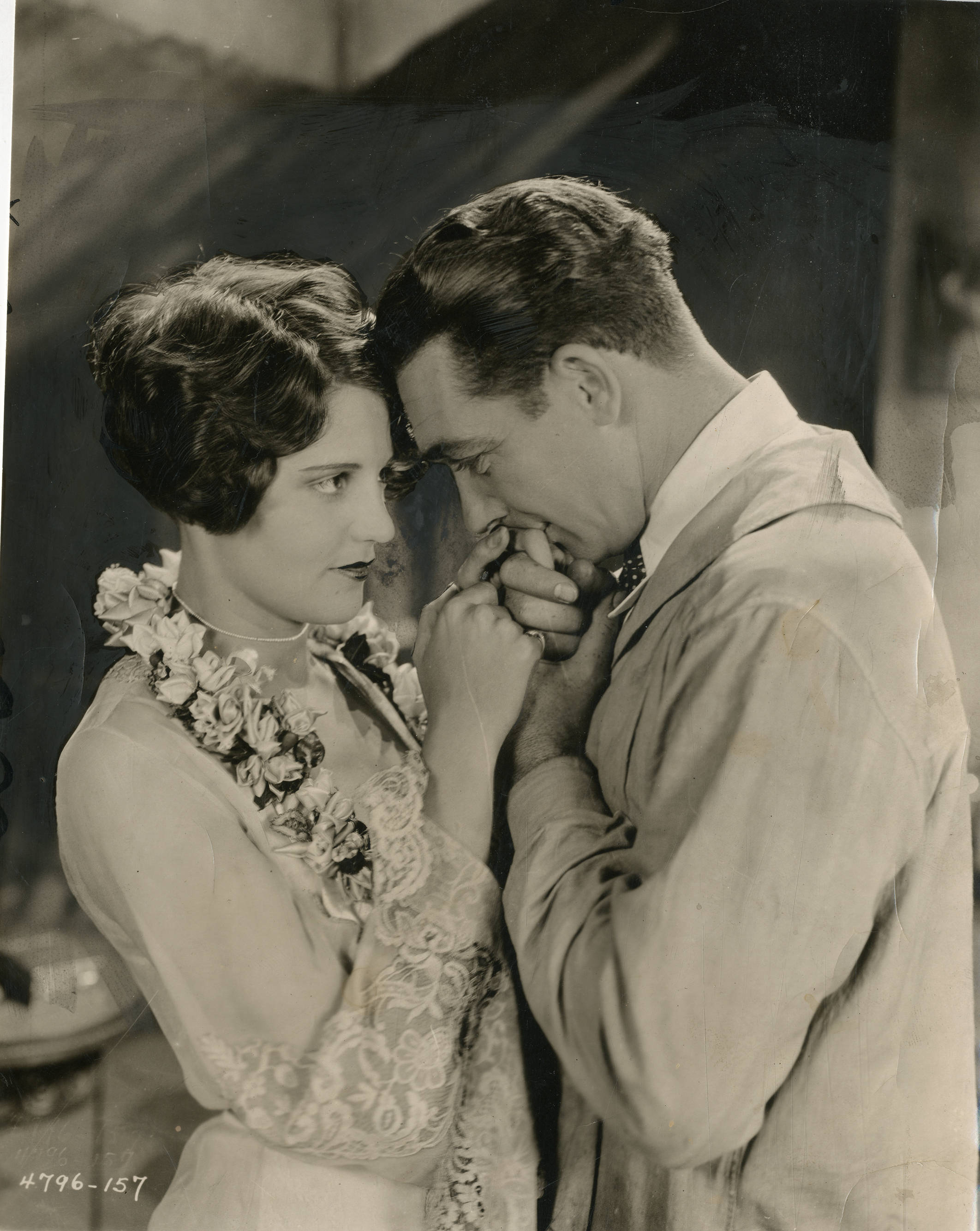
Sue Carol et Charles Delaney dans une scène du film.

- J. Farrell MacDonald : Patrick Kelly
- Vera Gordon : Mrs. Cohen
- Kate Price : Mrs. Kelly
- Charles Delaney : Patrick Kelly Jr.
- Sue Carol : Sadye Cohen
- Gertrude Astor : Paulette
- Gino Corrado : Pierre
- Charles Murray (rôle secondaire non identifié)